# 갈뫼초등학교
갈뫼초등학교는 대한민국 경기도 의왕시에 있는 공립 초등학교이다.

## 학교 연혁
- 2001. 1. 10 갈뫼초등학교 설립 인가

## 참고 자료
- 갈뫼초등학교 - 한국교육학술정보원 학교알리미